# Ewijk (Beuningen)
Ewijk (Uitspraak: [ˈeːʋɛi̯k]) is een plaats in de gemeente Beuningen in de provincie Gelderland. Tot 1 juli 1980 was Ewijk een zelfstandige gemeente (zie Ewijk (gemeente)), bestaand uit de dorpen Ewijk en (sinds 1818) Winssen. Ewijk telt 4.160 inwoners (1 januari 2022). Het dorp ligt ten westen van Beuningen en ten zuiden van de Waal. Ten westen en ten zuiden van Ewijk liggen respectievelijk de snelwegen A50 en A73. Knooppunt Ewijk, waar de A73 aansluit op de A50 en de N322, is genoemd naar het dorp. De A50 steekt hier de rivier de Waal over.

## Geschiedenis
In 1088 komt Ewijk voor als 'Awich', afgeleid van 'auici', samengesteld uit 'ee', dat water betekent en 'wijk', dat in het Latijn handelswijk betekent. De eigenlijke naam is dus 'handelswijk aan het water'. Ewijk heeft in de loop der eeuwen verschillende schrijfwijzen gekend. In 1255 schreef men Einwych, in 1331 Ewic en in 1453 Ewick. In 1489 kocht Godert van Stepraedt slot Doddendael, dat zich aan de rand van Ewijk bevindt. In de 16e eeuw bezat de kerk twee vicarieën. De Stephanus-vicarie was in 1510 gesticht door Godefridus van Stepraedt. De kelder was gedekt met de nog bestaande zerk van Derick van Stepreadt uit 1534. In het jaar 1771 wordt de huidige naam Ewijk gebruikt op de aankondiging van een veiling van goederen van de heerlijkheid Doddendaal.   
Het oude gedeelte van Ewijk is te vinden aan de Julianastraat. De Oude Toren, in tufsteen en baksteen, is een restant in romaanse stijl van de in 1918 gesloopte middeleeuwse rooms-katholieke kerk. Even verderop werd in 1916-1917 een nieuwe parochiekerk gebouwd, de Johannes de Doperkerk, naar een ontwerp van Jos Margry. Achter de oude toren en de kerk, die op 27 juni 2021 aan de eredienst werd onttrokken, bevindt zich de begraafplaats. Een aantal woningen in de omgeving van de kerk, waaronder de pastorie, heeft een monumentale status binnen het kader van beschermd dorpsgezicht. Een supermarkt en andere voorzieningen bevinden zich grotendeels aan De Klef, een plein dat in het hart van het centrum van Ewijk is gelegen, in de directe nabijheid van de kerk en van verpleeghuis Waelwick, dat in 1968 is opgeleverd.  

### Wijken in Ewijk
Ewijk kent een opdeling in de gebieden Ewijk-Buitengebied Noord-1, Ewijk-Veluwstraat, Ewijk-Vording-2, Ewijk-Centrum, Ewijk-Vording-3, Ewijk-Keizershoeve, Ewijk-Den Elt, Ewijk-Buitengebied Zuid-1 en Ewijk-Buitengebied Zuid-2.   
In de jaren zeventig is begonnen met de uitbreiding van Ewijk. De straat of het wijkje Boskamp telt 9 adressen, met vrijstaande, grote woningen op ruime kavels. De oudste woning heeft 1850 als bouwjaar, de nieuwste stamt uit 1978.  
Vanaf 1975 begon de bouw van Vording 2, een wijk die in 1977 is opgeleverd. Vanaf 1980 is Vording 3 op het destijds voor een groot deel braakliggend terrein gebouwd. Deze wijken staat plaatselijk bekend als de muziekbuurt, vanwege straatnamen als Gitaar, Viool, Hoorn, Trompet en Harp. Op enkele appartementsgebouwen van twee verdiepingen na is Vording 3 vrijwel hetzelfde opgebouwd als Vording 2, met rijtjeswoningen naast tweekappers en enkele vrijstaande woningen.
Aan het eind van de jaren 80 kwam er een uitbreidingsplan op de wijk Vording 3, met als concept 'Wonen aan het water'. Daaruit is de woonwijk Uilenburg ontstaan, vernoemd naar het voormalige kasteel Uilenburg. De wijk Uilenburg bestaat uit één gelijknamige straat met 33 vrijstaande en half vrijstaande woningen in diverse stijlen. Het bouwjaar van de oudste woning is 1990, het meest recent gebouwde huis in die straat stamt uit 2021. Er is veel ruimte voor groen en bijna alle woningen liggen aan het water. Midden jaren 90 is de nieuwbouwwijk Schaapslanden & Ruiterslanden, aan de oostrand van het dorp, gerealiseerd. Ook hier staan alleen vrijstaande woningen op grote kavels.
Aanvankelijk lagen alle schoolgebouwen in Ewijk in het centrum. Sloop van Dorpshuis Heumeshof, waarin onder andere een kleuterschool was gehuisvest, leidde tot aanleg van een plantsoen. Basisschool De Kei werd in gebruik genomen door een kringloopwinkel. In 2015 besloot gemeente Beuningen het historische pand waarin de voormalige basisschool De Duivendonck (voorheen de Pius XII school) was gevestigd onder voorwaarden te verkopen. De koper ontwikkelde daarop een plan voor verbouw van het schoolgebouw, waarbij de gevels aan de voor- en achterzijde behouden blijven. Ook een plan voor realisatie van nieuwe woningen op de plek van de noodlokalen werd goedgekeurd. Het project ondergaat de werkzaamheden stapsgewijs. De appartementen die in de Duivendonck werden ondergebracht werden medio 2023 opgeleverd. Wanneer de overige woningen worden opgeleverd is nog onbekend.
De scholen verhuisden in september 2009 naar MFA 't Hart aan Den Elt. In deze multifunctionele accommodatie (MFA) vonden onder de naam De Reuzenpas de voormalige basisscholen onderdak. Het MFA biedt vanuit de kinderopvangorganisatie KION ook een kinderdagverblijf, in vier groepen opgedeeld, een peuterspeelzaal (voorheen Calimero), buitenschoolse opvang (BSO) en specialistische begeleiding via Driestroom aan. 't Hart biedt verder plaats aan Pluryn en dagverzorging 't Praothuis voor senioren met een indicatie vanuit de WMO en valt onder Stichting Perspectief, gevestigd te Beuningen, die tal van voorzieninge aanbiedt. 't Praothuis, dat ruim dertig jaar bestaat, kende verscheidene locaties, maar betrok in 2009 't Hart eveneens. Bibliotheek Ewijk, deel uitmakend van OBGZ, werkt door de inpandige ligging volgens het concept dat men er ook als er geen personeel aanwezig is materialen kan zoeken, lenen en inleveren en gebruik maken van een computer. Daarnaast maken in het MFA verschillende andere organisaties en particulieren gebruik van de mogelijkheden en faciliteiten voor onder andere exposities, vergaderingen, bijeenkomsten, evenementen en sportactiviteiten. Aan Den Elt, waar in fases al eerder woningen waren gerealiseerd, is zomer 2022 gestart met bouw van voorjaar 2023 opgeleverde vrijstaande en twee-onder-een-kapwoningen, alsmdede levensloopbestendige (semi)bungalows,     
Rondom een groot veld met restanten van Romeinse bebouwing ligt Keizershoeve I, een wijk met gevarieerde woningtypes, die voornamelijk vanaf 2010 ontstond. De uitbreidingswijk Keizershoeve II ( 't Hof van Campe) is van 2014 tot en met 2022 gerealiseerd. Hier bevinden zich naast vrije sectorwoningen ook starters- en huurwoningen, die aansluiten bij de kenmerkende traditionele bebouwing in Ewijk. De rijwoningen, twee-onder-een-kapwoningen en vrijstaande woningen zijn alle gebouwd in een landelijke stijl. Keizershoeve III werd in 2022 bouwrijp gemaakt.   

### Recreatie
Sinds 2014 vindt in recreatiepark De Groene Heuvels het festival Down The Rabbit Hole plaats. 

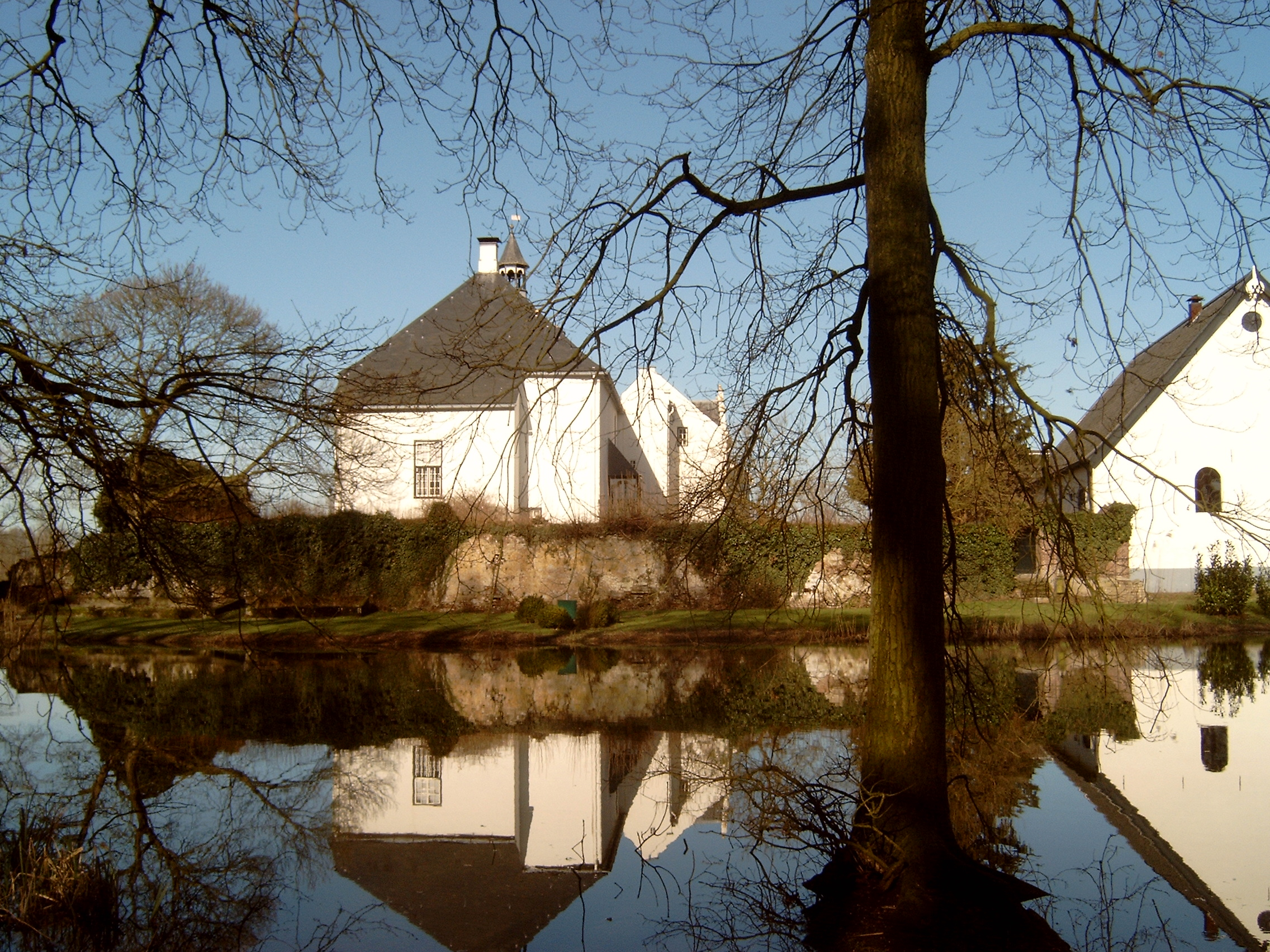
Slot Doddendael
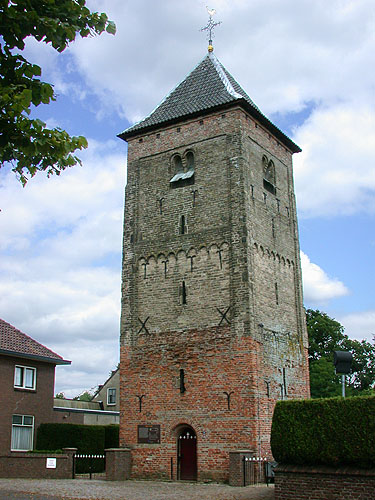
Oude kerktoren
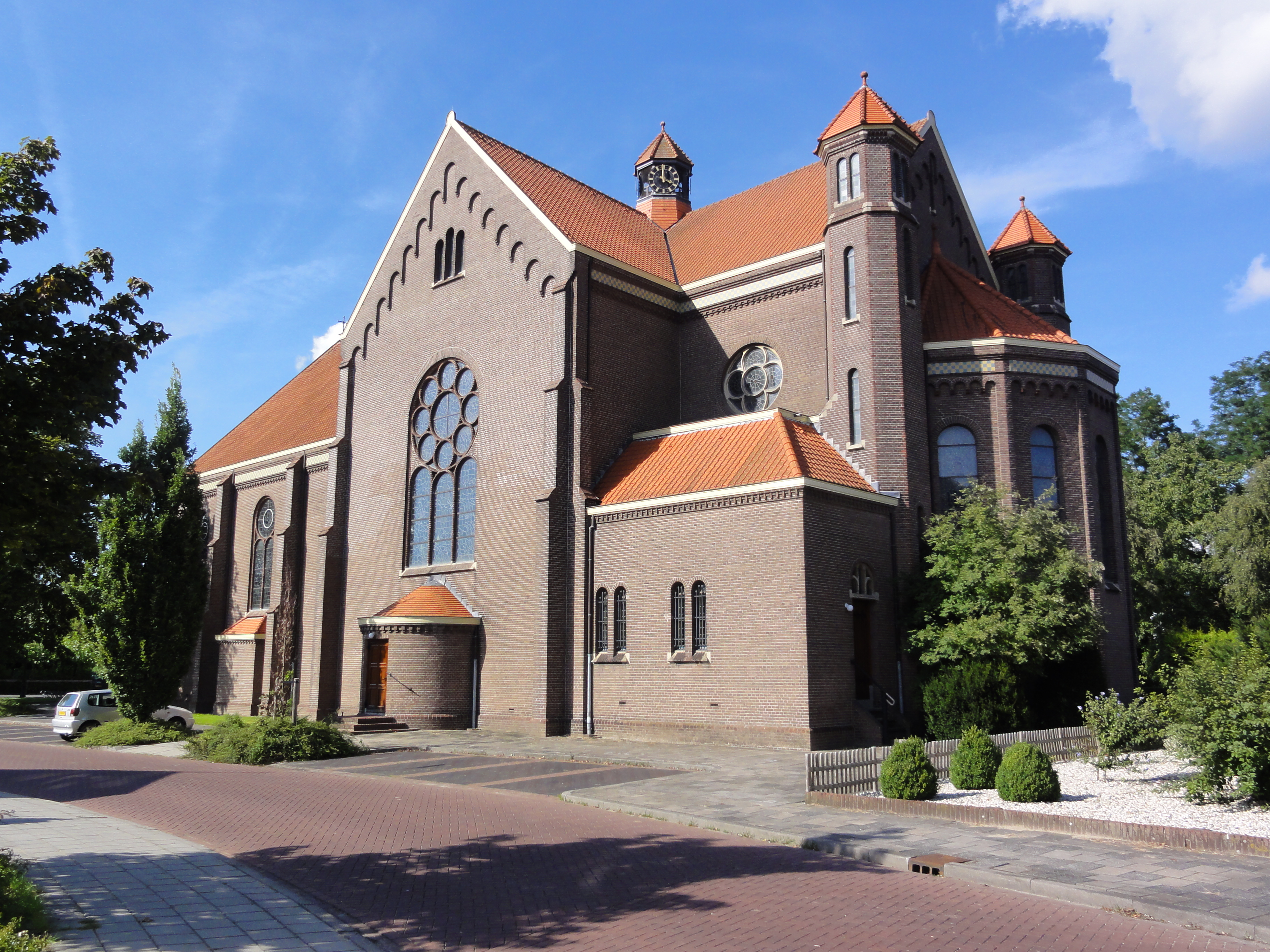
Johannes de Doperkerk (architect Jos Magry)
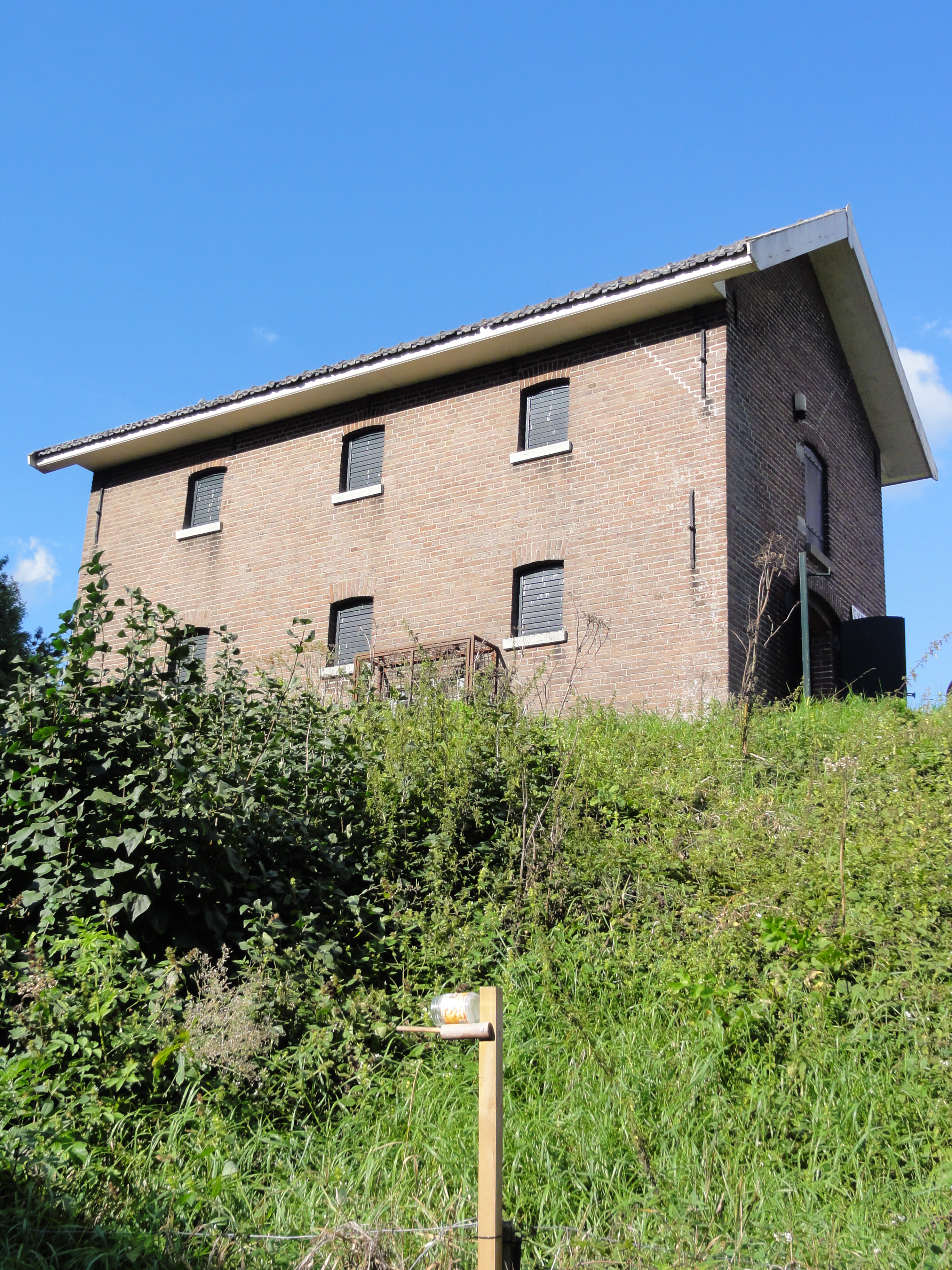
Dijkmagazijn (rijksmonument)
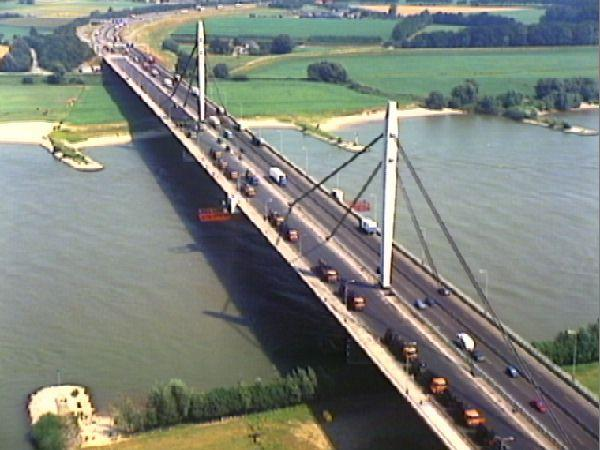
Herman de Man Brug (A50)
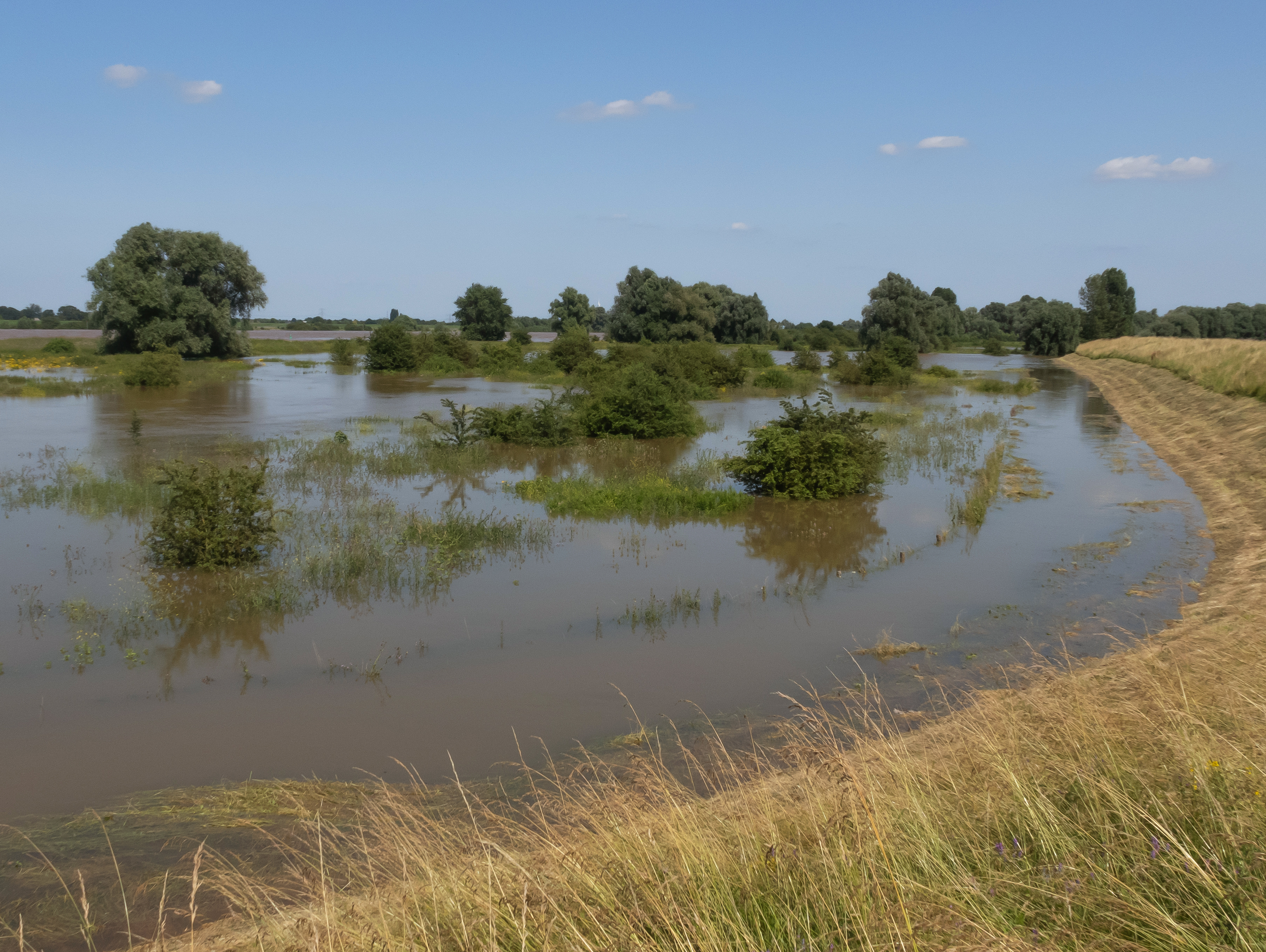
Uiterwaarden van de Waal tijdens hoog water
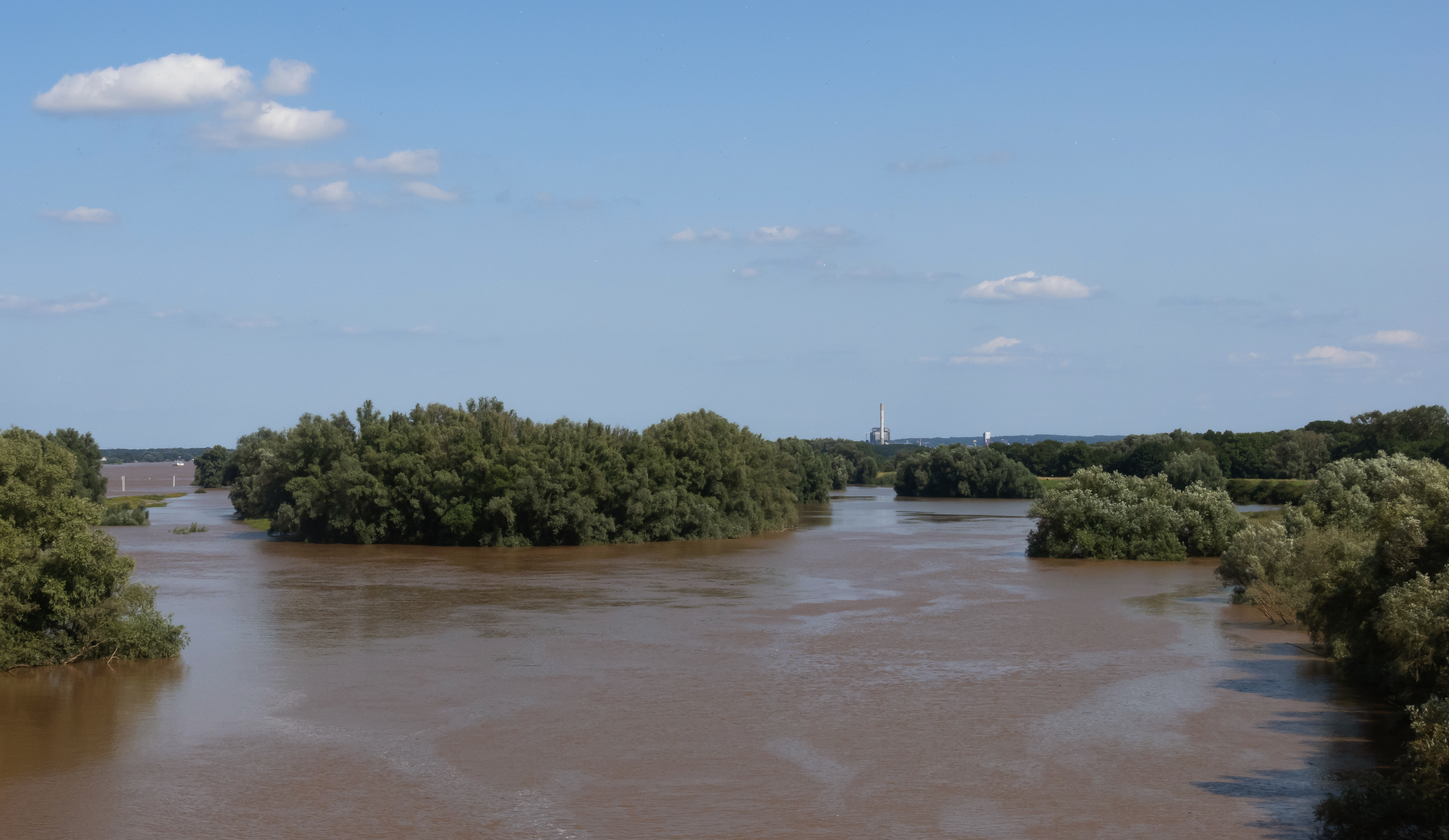
Ewijkse Plaat tijdens hoog water in de Waal

## Monumenten en beelden
- Lijst van rijksmonumenten in Ewijk
- Lijst van beelden in Beuningen
- Beuningen (Gelderland)#Monumenten en beelden